# 蒋大龙
蒋大龙（Kai Johan Jiang，1965年—），瑞典籍华人企业家，生于中华人民共和国山东省。
蒋大龙生于沂蒙山区的一个农村人家。1983年起，他先后在中国工商银行、中国人民银行工作。后来，他被沃尔沃集团聘为高级顾问。
2003年底，蒋大龙在北京市平谷区注册成立了龙基电力集团公司，从事生物质发电。龙基电力后来改名国能电力集团有限公司。截至2016年，国能电力集团已在中国大陆12个省份建有电厂。
2012年，蒋大龙注册成立国能电动汽车瑞典（NEVS，也译瑞典国家电动车公司），并收购了破产倒闭的薩博汽車的资产。当时的报道称，NEVS是中日电动车联盟的成员公司，香港国家现代能源控股有限公司拥有51%的股权，日本阳光投资公司拥有49%股权。据蒋大龙说，为了完成这笔交易，他卖掉了国能电力集团的所有股权。2019年，恒大健康出资9.3亿美元，收购了NEVS公司51%的股权。到2020年6月，恒大健康收购了NEVS的全部股份，蒋大龙退出NEVS股东行列。蒋大龙被聘为恒大集团董事局副主席兼恒大国能新能源汽车集团董事长，在恒大集团网站上管理团队一栏中位列董事局主席许家印、董事局副主席兼总裁夏海钧之后。